# Chiesa di Santo Stefano Papa e Martire (Villamarzana)
La chiesa di Santo Stefano Papa e Martire è la parrocchiale di Villamarzana, in provincia di Rovigo e diocesi di Adria-Rovigo; fa parte del vicariato di vicariato di Lendinara-San Bellino.

## Storia

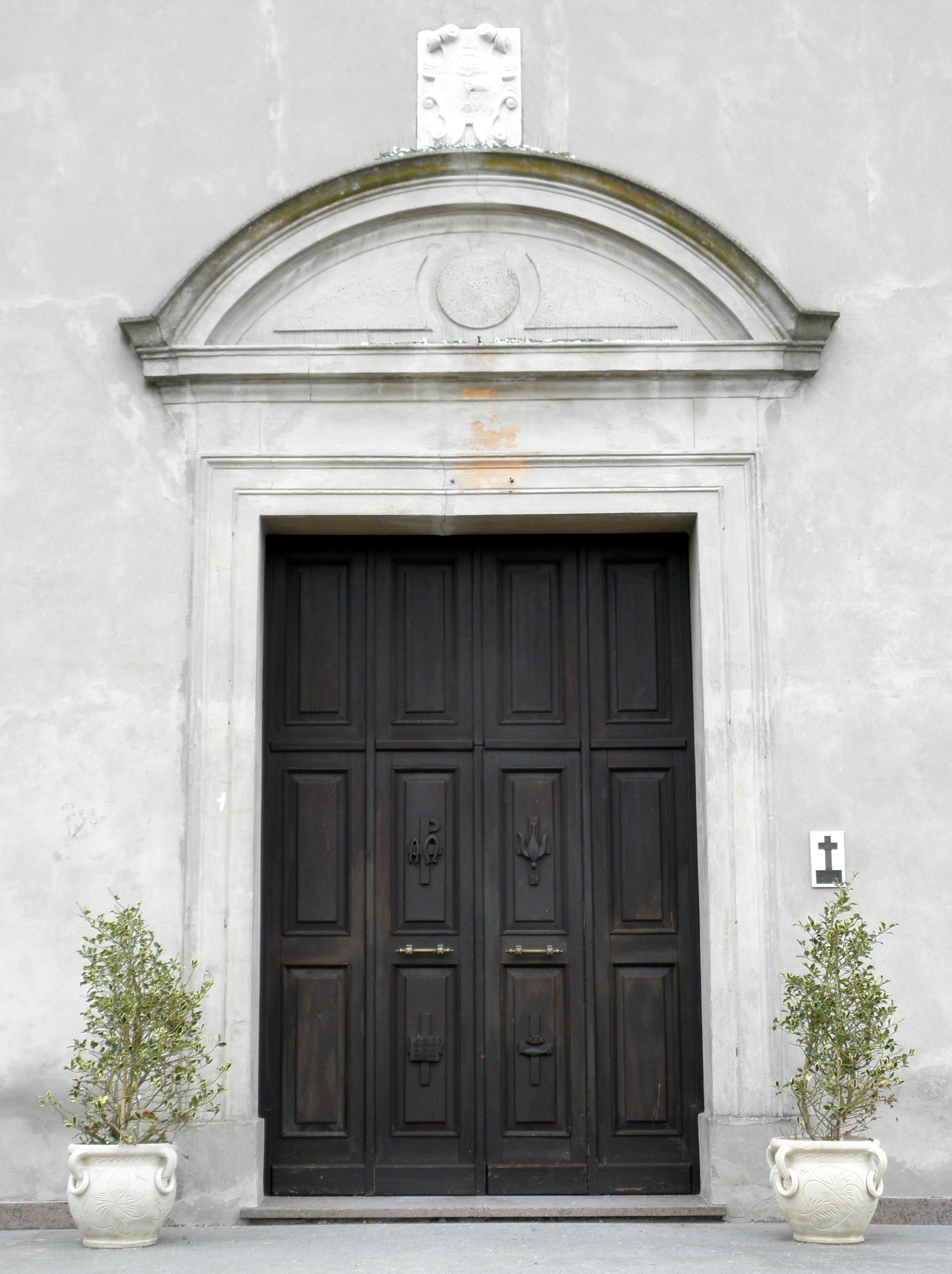
Il portale

La prima citazione di una chiesa a Villamarzana, attestata come S. Stephani P.M. in Villamartiana in Saltu risale all'anno 972.
Nel 1054, a causa di una disputa tra i vescovi di Adria e di Ferrara per il possesso della pieve, dovette intervenire l'imperatore Enrico III, che la assegnò alla diocesi di Adria.
Ulteriori menzioni della pieve si hanno nel Codex Adrianus del XIV secolo e nella relazione della visita del vicario generale dell'arcidiocesi di Ravenna Antonio de Gottis.

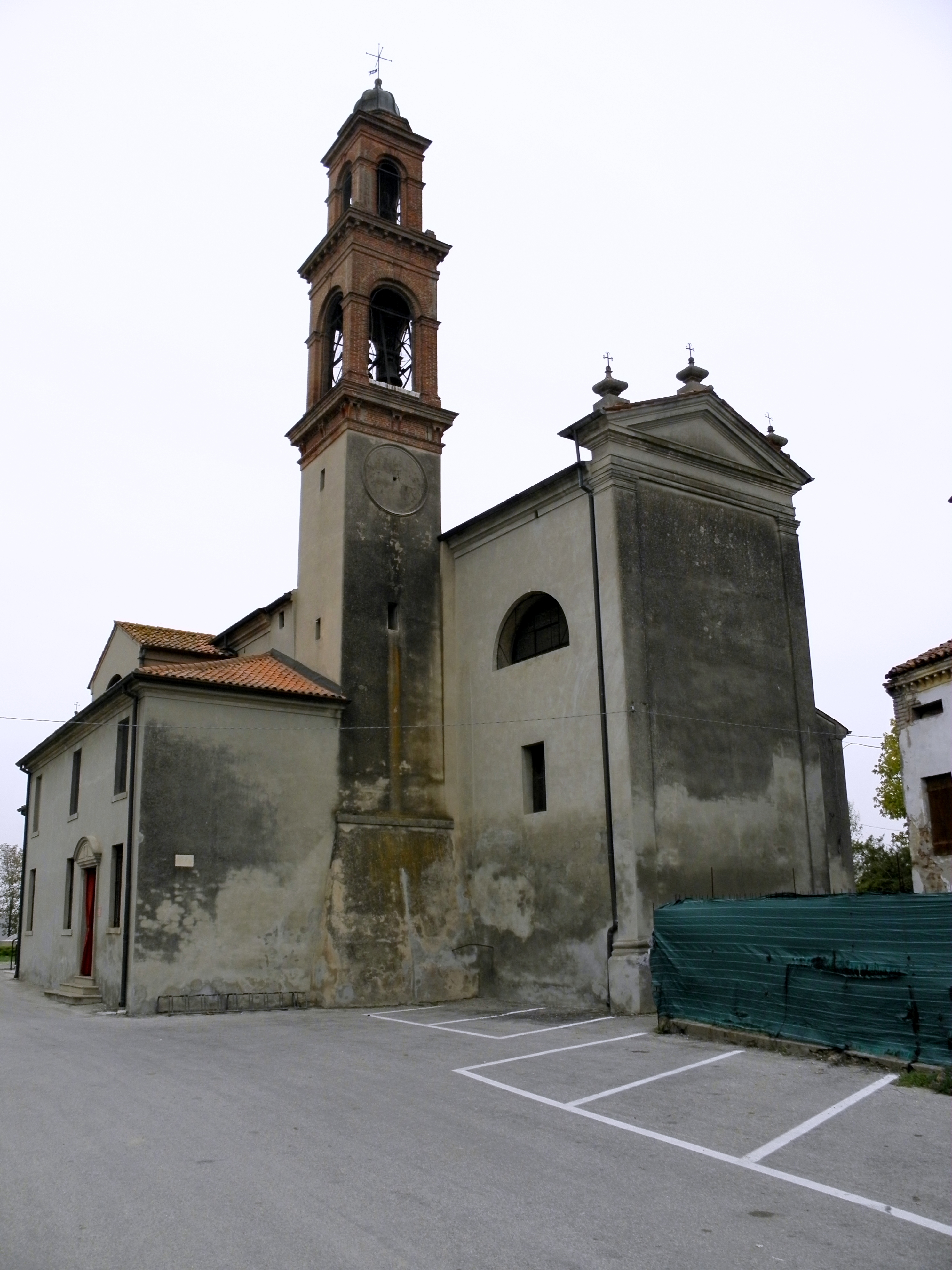
Il retro della chiesa

Nella seconda metà del XVI secolo l'antica pieve medievale si rivelò insufficiente a soddisfare le esigenze della popolazione e, così, si decise di demolirla e di far sorgere al suo posto una nuova chiesa; l'attuale parrocchiale venne costruita nel 1578 e consacrata nel 1586.
Dalla relazione della visita del 1604 del vicario Peroto s'apprende che la chiesa disponeva dell'altare maggiore, di quello laterale della Beata Vergine del Rosario e di quello laterale del Santissimo Nome di Dio.
Nel XVIII secolo l'edificio venne ampliato; nel 1891 il campanile subì un intervento di restauro, come pure nel 1985.

## Descrizione

### Esterno
La facciata della chiesa è a capanna ed è caratterizzata dal timpano triangolare al centro del quale s'apre una finestrella di forma circolare; il portale è sovrastato da un timpano semicircolare.

### Interno
L'interno, ornato da lesene in ordine corinzio, è a un'unica navata con due cappelle per lato; l'aula è chiusa dal presbiterio, diviso in due campate, che ospita, all'interno d'una nicchia, la statua raffigurante Santo Stefano. Altre opere di pregio oltre alla suddetta statua qui conservate sono l'organo a canne, realizzato nel 1860, e l'altare maggiore.